# Nekrolog März 2016
Nekrolog
◄◄
| ◄
| 2012
| 2013
| 2014
| 2015
| 2016 | 2017 | 2018 | 2019 | 2020 | ►
Januar |
Februar |
März |
April |
Mai |
Juni |
Juli |
August |
September |
Oktober |
November |
Dezember 2016
Weitere Ereignisse | Allgemeiner Nekrolog 2016
Die Beschreibung der verstorbenen Person sollte so kurz wie möglich gehalten sein und nur deren signifikante Tätigkeit(en) enthalten.
Neue Namen ggf. auch unter dem Geburts- und Sterbedatum, also etwa unter 1. Januar und im Geburts- und Sterbejahr (2024) eintragen (nur bei entsprechender großer Wichtigkeit). Für Beispiele siehe die schon vorhandenen Artikel.
Außerdem über die fünf zuletzt Verstorbenen, zu denen es einen ausreichend guten Artikel für eine Präsentation auf der Hauptseite gibt, nach der todesbedingten Überarbeitung der Artikel ggf. auch unter Wikipedia Diskussion:Hauptseite informieren und sie am besten auch in den anderen Wikipedia-Sprachversionen eintragen. Tipp: Regelmäßig bei news.google.de nach „ist tot“, „gestorben“ oder „verstorben“ suchen.
Wenn eine Person gestorben ist, gibt es viele Seiten zu dieser Person in der Wikipedia, die davon auch betroffen sind und entsprechend aktualisiert werden müssen. Beispiele: Namenübersichtsseite, Geburtsjahr, Geburtsort-Seiten und viele mehr.
Wie finde ich die betroffenen Seiten?
Im Suchfeld auf der linken Seite gibt man den Suchbegriff so ein: „Vorname Nachname“. Dann klickt man auf Volltext und alle Seiten mit entsprechendem Suchtext werden aufgerufen. Hier sieht man dann schnell, wo auch das Todesjahr Sinn macht oder sogar ein Teil des Artikels angepasst werden muss. Auch hilft das „Werkzeug“ auf der linken Seite sehr gut, um solche Seiten aufzufinden: „Links auf diese Seite“. Somit ist die Wikipedia wieder aktuell in allen Bereichen! Hinweis: bei Eintragung der Kategorie „Gestorben JAHR“ wird der Missbrauchsfilter 49 ausgelöst, was jedoch nicht schlimm ist. Siehe: Spezial:Missbrauchsfilter/49
Dies ist eine Liste von im März 2016 verstorbenen bekannten Persönlichkeiten. Die Einträge erfolgen innerhalb der einzelnen Daten alphabetisch sortiert. Tiere sind im Nekrolog für Tiere zu finden.

## März
| Tag      | Name                                  | Beruf, bekannt als                                                            | Alter | Beleg                    |
| -------- | ------------------------------------- | ----------------------------------------------------------------------------- | ----- | ------------------------ |
| 31. März | Aníbal Alzate                         | kolumbianischer Fußballspieler                                                | 83    |                          |
| 31. März | Werner Baer                           | US-amerikanischer Ökonom                                                      | 84    |                          |
| 31. März | Béla Biszku                           | ungarischer Politiker                                                         | 94    |                          |
| 31. März | Ernst Boxberg                         | deutscher Medizinrechtler                                                     | 84    |                          |
| 31. März | Trevor J. Constable                   | US-amerikanischer Buchautor                                                   | 90    |                          |
| 31. März | Ronnie Corbett                        | britischer Schauspieler und Komiker                                           | 85    |                          |
| 31. März | Georges Cottier                       | Schweizer Kardinal                                                            | 93    |                          |
| 31. März | Amaury Epaminondas                    | brasilianischer Fußballspieler                                                | 80    |                          |
| 31. März | Hans-Dietrich Genscher                | deutscher Politiker                                                           | 89    |                          |
| 31. März | Zaha Hadid                            | irakisch-britische Architektin                                                | 65    |                          |
| 31. März | Bruno Hillebrand                      | deutscher Literaturwissenschaftler                                            | 81    |                          |
| 31. März | Imre Kertész                          | ungarischer Schriftsteller                                                    | 86    |                          |
| 31. März | John King                             | englischer Fußballspieler und -trainer                                        | 77    |                          |
| 31. März | Terry Plumeri                         | US-amerikanischer Musiker und Filmkomponist                                   | 71    |                          |
| 31. März | Bertil Roos                           | schwedischer Automobilrennfahrer                                              | 72    |                          |
| 31. März | Anton Roßbach                         | deutscher Diplomat                                                            | 82    |                          |
| 31. März | Manfred Schneider                     | deutscher Geodät                                                              | 80    |                          |
| 31. März | Susanne Voigt                         | deutsche Bildhauerin                                                          | 88    |                          |
| 31. März | Douglas Wilmer                        | britischer Schauspieler                                                       | 96    |                          |
| 30. März | Francisco Algora                      | spanischer Schauspieler und Autor                                             | 67    |                          |
| 30. März | Bram Beekman                          | niederländischer Organist                                                     | 66    |                          |
| 30. März | Shirley Hufstedler                    | US-amerikanische Juristin und Politikerin                                     | 90    |                          |
| 30. März | Bernd Klose                           | deutscher Politiker                                                           | 68    |                          |
| 30. März | Marianne Krencsey                     | ungarische Schauspielerin                                                     | 84    |                          |
| 30. März | Gianmaria Testa                       | italienischer Liedermacher                                                    | 57    |                          |
| 30. März | Erna Waßmer                           | deutsche Schauspielerin                                                       | 82    |                          |
| 29. März | Albert K. Bender                      | US-amerikanischer Ufologe und Autor                                           | 94    |                          |
| 29. März | Wladimir Braginski                    | russischer Physiker                                                           | 84    |                          |
| 29. März | Gisbert Brovot                        | deutscher Karnevalist                                                         | 87    |                          |
| 29. März | Raymond F. Clevenger                  | US-amerikanischer Politiker                                                   | 89    |                          |
| 29. März | Frank De Felitta                      | US-amerikanischer Autor und Regisseur                                         | 94    |                          |
| 29. März | Jelena Donskaja                       | sowjetische Sportschützin                                                     | 100   |                          |
| 29. März | Patty Duke                            | US-amerikanische Schauspielerin                                               | 69    |                          |
| 29. März | Wolfgang Göbel                        | deutscher Theologe                                                            | 76    |                          |
| 29. März | Jean Lapierre                         | kanadischer Politiker und Journalist                                          | 59    |                          |
| 29. März | Oscar Páez Garcete                    | paraguayischer Bischof                                                        | 78    |                          |
| 29. März | Arthur Rauth                          | österreichischer Politiker                                                    | 93    |                          |
| 28. März | Bogdan Denitch                        | US-amerikanischer Soziologe                                                   | 86    |                          |
| 28. März | Peggy Fortnum                         | britische Illustratorin                                                       | 96    |                          |
| 28. März | Lanz Leo                              | deutscher Landwirtschaftsmaschinensammler                                     | 75    |                          |
| 28. März | Daan Myngheer                         | belgischer Radrennfahrer                                                      | 22    |                          |
| 28. März | James Noble                           | US-amerikanischer Schauspieler                                                | 94    |                          |
| 28. März | Edmund Piątkowski                     | polnischer Leichtathlet                                                       | 80    |                          |
| 28. März | Sylvia Retzke                         | deutsche Politikerin                                                          | 65    |                          |
| 28. März | Josef Simon                           | deutscher Philosoph                                                           | 85    |                          |
| 27. März | Abraham Ashkenasi                     | US-amerikanischer Politikwissenschaftler                                      | 81    |                          |
| 27. März | José María Blázquez Martínez          | spanischer Historiker                                                         | 89    |                          |
| 27. März | Vince Boryla                          | US-amerikanischer Basketballspieler und -trainer                              | 89    |                          |
| 27. März | Ernst Bregant                         | österreichischer Offizier                                                     | 95    |                          |
| 27. März | Jean-Claude Brouillet                 | französischer Pilot, Widerstandskämpfer und Schriftsteller                    | 91    |                          |
| 27. März | Judy-Joy Davies                       | australische Schwimmerin                                                      | 87    |                          |
| 27. März | Alain Decaux                          | französischer Historiker und Moderator                                        | 90    |                          |
| 27. März | Antoine Demoitié                      | belgischer Radrennfahrer                                                      | 25    |                          |
| 27. März | Frédéric Deval                        | französischer Flamenco-Förderer, -Produzent und -Veranstalter                 | 65    |                          |
| 27. März | Abel Dhaira                           | ugandischer Fußballspieler                                                    | 28    |                          |
| 27. März | Alfred Englert                        | deutscher Fotograf                                                            | 85    |                          |
| 27. März | Silvio Fogel                          | argentinisch-mexikanischer Fußballspieler                                     | 66    |                          |
| 27. März | Lothar Horlacher                      | deutscher Politiker                                                           | 82    |                          |
| 27. März | Mutter Angelica                       | US-amerikanische Nonne                                                        | 92    |                          |
| 27. März | Roland Ries                           | deutscher Priester                                                            | 85    |                          |
| 27. März | Franz Rudolf Zankl                    | deutscher Historiker                                                          | 78    |                          |
| 26. März | David Baker                           | US-amerikanischer Musiker, Komponist und Hochschullehrer                      | 84    |                          |
| 26. März | Gerónimo Cardozo                      | uruguayischer Militär und Diplomat                                            | 77    |                          |
| 26. März | Germinal Casado                       | spanischer Balletttänzer und -regisseur                                       | 81    |                          |
| 26. März | Jim Harrison                          | US-amerikanischer Schriftsteller und Drehbuchautor                            | 78    |                          |
| 26. März | Christian Harteneck                   | deutscher Pharmakologe                                                        | 55    |                          |
| 26. März | Yoshimi Katayama                      | japanischer Motorrad- und Autorennfahrer                                      | 75    |                          |
| 26. März | János Kilián                          | ungarischer Eisschnellläufer                                                  | 93    |                          |
| 26. März | Marinko Madžgalj                      | serbischer Schauspieler und Sänger                                            | 37    |                          |
| 26. März | Karl Walter Müller                    | deutscher Politiker                                                           | 84    |                          |
| 26. März | Igor Paschkewitsch                    | aserbaidschanischer Eiskunstläufer                                            | 44    |                          |
| 26. März | Joe Shepley                           | US-amerikanischer Jazztrompeter                                               | 86    |                          |
| 26. März | Andreas Peter Cornelius Sol           | niederländischer Bischof                                                      | 100   |                          |
| 25. März | Mariana Avena                         | argentinische Tangosängerin                                                   | 60    |                          |
| 25. März | Raúl Cárdenas                         | mexikanischer Fußballspieler und -trainer                                     | 87    |                          |
| 25. März | Angela Goodwin                        | italienische Schauspielerin                                                   | 90    |                          |
| 25. März | Gerhart von Graevenitz                | deutscher Literaturwissenschaftler                                            | 71    |                          |
| 25. März | Werner Huppert                        | deutscher Fußballspieler                                                      | 88    |                          |
| 25. März | Jishnu                                | indischer Schauspieler                                                        | 36    |                          |
| 25. März | Abdul Rahman Mustafa al-Kaduli        | irakischer Terrorist                                                          | ≈59   |                          |
| 25. März | Fernand Rausser                       | Schweizer Fotograf                                                            | 89    |                          |
| 25. März | Clodomir Santos de Morais             | brasilianischer Soziologe                                                     | 87    |                          |
| 25. März | Paolo Poli                            | italienischer Schauspieler                                                    | 86    |                          |
| 25. März | Imre Pozsgay                          | ungarischer Politiker und Hochschullehrer                                     | 82    |                          |
| 25. März | Josef Anton Riedl                     | deutscher Komponist                                                           | 86    |                          |
| 25. März | Freddy Rousselle                      | belgischer Automobilrennfahrer                                                | 88    |                          |
| 25. März | David Snellgrove                      | britischer Tibetologe                                                         | 95    |                          |
| 25. März | Walter Spoerri                        | Schweizer Klassischer Philologe                                               | 88    |                          |
| 25. März | Lester C. Thurow                      | US-amerikanischer Wirtschaftswissenschaftler                                  | 77    |                          |
| 25. März | Thomas Uzhunnalil                     | indischer Priester                                                            | 56    |                          |
| 24. März | Dariel Alarcón Ramírez                | kubanischer Revolutionär und Militär                                          | 76    |                          |
| 24. März | Hope Arthurine Anderson               | jamaikanische Schachspielerin                                                 | 65    |                          |
| 24. März | Anatolij Awdijewskyj                  | ukrainischer Komponist und Chorleiter                                         | 83    |                          |
| 24. März | Alexander Bengtsson                   | schwedischer Politiker                                                        | 20    |                          |
| 24. März | Maggie Blye                           | US-amerikanische Schauspielerin                                               | 73    |                          |
| 24. März | Roger Cicero                          | deutscher Pop- und Jazzmusiker                                                | 45    |                          |
| 24. März | Johan Cruyff                          | niederländischer Fußballspieler und -trainer                                  | 68    |                          |
| 24. März | Earl Hamner junior                    | US-amerikanischer Filmproduzent und Drehbuchautor                             | 92    |                          |
| 24. März | Esther Herlitz                        | israelische Diplomatin und Politikerin                                        | 94    |                          |
| 24. März | Walter Janssen                        | deutscher Elektroingenieur                                                    | 82    |                          |
| 24. März | Giannis Kanakis                       | griechischer Fußballspieler                                                   | 88    |                          |
| 24. März | Tibor R. Machan                       | US-amerikanischer Philosoph                                                   | 77    |                          |
| 24. März | Timothée Modibo-Nzockena              | gabunischer Bischof                                                           | 66    |                          |
| 24. März | Paul Nagel                            | deutscher Bildhauer, Maler und Kunstschmied                                   | 90    |                          |
| 24. März | Jan van Nerijnen                      | niederländischer Komponist und Dirigent                                       | 81    |                          |
| 24. März | Claude-Henri Rocquet                  | französischer Schriftsteller                                                  | 82    |                          |
| 24. März | Garry Shandling                       | US-amerikanischer Schauspieler und Komiker                                    | 66    |                          |
| 24. März | Tom Whedon                            | US-amerikanischer Drehbuchautor und Fernsehproduzent                          | 83    |                          |
| 23. März | Marek Bargiełowski                    | polnischer Schauspieler und Regisseur                                         | 73    |                          |
| 23. März | Walter Beringer                       | kanadischer Historiker                                                        | 88    |                          |
| 23. März | Karl Heinz Böhling                    | deutscher Mathematiker und Informatiker                                       | 85    |                          |
| 23. März | Kurt Dialer                           | deutscher Chemiker                                                            | 94    |                          |
| 23. März | Gloria Amparo Galeano Garcés          | kolumbianische Botanikerin                                                    | 57    |                          |
| 23. März | Gegham Grigorjan                      | sowjetischer bzw. armenischer Opernsänger                                     | 65    |                          |
| 23. März | Ken Howard                            | US-amerikanischer Schauspieler                                                | 71    |                          |
| 23. März | Horst Kullak-Ublick                   | deutscher Diplomat                                                            | 91    |                          |
| 23. März | Aharon Megged                         | israelischer Schriftsteller                                                   | 95    |                          |
| 23. März | Nick Neururer                         | österreichischer Sportjournalist                                              | 63    |                          |
| 23. März | Reginald Palmer                       | Politiker in Grenada                                                          | 93    |                          |
| 23. März | Jimmy Riley                           | jamaikanischer Sänger und Musikproduzent                                      | 61    |                          |
| 23. März | Dieter Sasse                          | deutscher Pathologe                                                           | 81    |                          |
| 23. März | Edwin Schwertner                      | deutscher Politiker                                                           | 84    |                          |
| 23. März | Dmitri Iwanowitsch Sidorow            | russischer Dokumentarfilmer                                                   | 53    |                          |
| 23. März | Fernando Solana                       | mexikanischer Diplomat, Politiker und Geschäftsmann                           | 85    |                          |
| 22. März | André Adam                            | belgischer Diplomat                                                           | 79    |                          |
| 22. März | Richard Bradford                      | US-amerikanischer Schauspieler                                                | 81    |                          |
| 22. März | Phife Dawg                            | US-amerikanischer Rapper                                                      | 45    |                          |
| 22. März | Rob Ford                              | kanadischer Politiker                                                         | 46    |                          |
| 22. März | Rita Gam                              | US-amerikanische Schauspielerin                                               | 88    |                          |
| 22. März | Oswald Heimbucher                     | deutscher Literaturwissenschaftler                                            | 91    |                          |
| 22. März | Maqsud İbrahimbəyov                   | sowjetischer bzw. aserbaidschanischer Schriftsteller und Drehbuchautor        | 80    |                          |
| 22. März | Gerhard Kiesling                      | deutscher Fotograf                                                            | 93    |                          |
| 22. März | Kurt Krolop                           | deutscher Germanist und Literaturhistoriker                                   | 85    |                          |
| 22. März | Justin Leiber                         | US-amerikanischer Schriftsteller                                              | 77    |                          |
| 22. März | James McConkey Robinson               | US-amerikanischer Theologe                                                    | 91    |                          |
| 22. März | Boomie Richman                        | US-amerikanischer Jazzsaxophonist                                             | 93    |                          |
| 22. März | Paul Roland                           | Schweizer Schauspieler und Regisseur                                          | 84    |                          |
| 22. März | Helmut Seckfort                       | deutscher Mediziner                                                           | 96    |                          |
| 22. März | Günther Theuring                      | österreichischer Dirigent und Chorleiter                                      | 85    |                          |
| 21. März | Film News Anandan                     | indischer Filmhistoriker                                                      | 90    |                          |
| 21. März | Robert Blanchard                      | französischer Basketballspieler und -schiedsrichter                           | 93    |                          |
| 21. März | Peter Brown                           | US-amerikanischer Schauspieler                                                | 80    |                          |
| 21. März | Alphonse Liguori Chaupa               | papua-neuguineischer Bischof                                                  | 56    |                          |
| 21. März | Viktor Dulger                         | deutscher Ingenieur, Erfinder, Unternehmer und Mäzen                          | 80    |                          |
| 21. März | Andrew Grove                          | US-amerikanischer Unternehmer                                                 | 79    |                          |
| 21. März | Alexander Lhotzky                     | österreichischer Schauspieler                                                 | 56    |                          |
| 21. März | Tomás de Mattos                       | uruguayischer Schriftsteller                                                  | 68    |                          |
| 21. März | Joseph Mercieca                       | maltesischer Erzbischof                                                       | 87    |                          |
| 21. März | Paolo Maria Napolitano                | italienischer Jurist                                                          | 71    |                          |
| 21. März | Anno Schoenen                         | deutscher Benediktinerabt                                                     | 90    |                          |
| 21. März | Hermann Schröder                      | deutscher Architekt                                                           | 87    |                          |
| 21. März | Walter Sperling                       | deutscher Geograph und Geographiedidaktiker                                   | 83    |                          |
| 21. März | Anneliese Sprengler-Ruppenthal        | deutsche Kirchenhistorikerin                                                  | 92    |                          |
| 20. März | Carles Flavià                         | spanischer Schauspieler und Humorist                                          | 70    |                          |
| 20. März | Odo Fusi Pecci                        | italienischer Bischof                                                         | 95    |                          |
| 20. März | Jimmy Gemus                           | US-amerikanischer Musiker                                                     | 95    |                          |
| 20. März | Atze Glanert                          | deutscher Kameramann und Regisseur                                            | 75    |                          |
| 20. März | Anker Jørgensen                       | dänischer Politiker                                                           | 93    |                          |
| 20. März | Jacob Okanka Obetsebi-Lamptey         | ghanaischer Politiker                                                         | 70    |                          |
| 20. März | Otto Pick                             | tschechischer Politikwissenschaftler                                          | 91    |                          |
| 20. März | Peter Williams                        | britischer Musikwissenschaftler                                               | 78    |                          |
| 19. März | Bob Adelman                           | US-amerikanischer Fotograf                                                    | 85    |                          |
| 19. März | Gerhard Heil                          | deutscher Jurist                                                              | 87    |                          |
| 19. März | José Ramón Herrero Merediz            | spanischer Politiker                                                          | 85    |                          |
| 19. März | Wolf Kahl                             | deutscher Jurist                                                              | 66    |                          |
| 19. März | Max Marest                            | französischer Politiker                                                       | 86    |                          |
| 19. März | Victor Ruffy                          | Schweizer Politiker                                                           | 79    |                          |
| 19. März | Peter Schmehling                      | deutscher Triathlet                                                           | 53    |                          |
| 19. März | Dirk Siefkes                          | deutscher Informatiker                                                        | 77    |                          |
| 19. März | Klaus Vonderwerth                     | deutscher Grafiker und Cartoonist                                             | 80    |                          |
| 18. März | Carlo Di Carlo                        | italienischer Dokumentarfilmer                                                | 77    |                          |
| 18. März | Yeghishé Gizirian                     | armenischer Bischof                                                           | 90    |                          |
| 18. März | Barry Hines                           | britischer Schriftsteller und Drehbuchautor                                   | 76    |                          |
| 18. März | Gerd Ludwig Lemmer                    | deutscher Politiker                                                           | 90    |                          |
| 18. März | Ned Miller                            | US-amerikanischer Sänger                                                      | 90    |                          |
| 18. März | Jan Němec                             | tschechischer Filmemacher                                                     | 79    |                          |
| 18. März | Allan Rocher                          | australischer Politiker                                                       | 80    |                          |
| 18. März | Leopold Rosenmayr                     | österreichischer Soziologe                                                    | 91    |                          |
| 18. März | Joe Santos                            | US-amerikanischer Schauspieler                                                | 84    |                          |
| 18. März | John Schnabel                         | US-amerikanischer Goldsucher und Doku-Soap-Darsteller                         | 96    |                          |
| 18. März | Werner Skowron                        | deutscher Politiker                                                           | 72    |                          |
| 18. März | Lothar Späth                          | deutscher Politiker                                                           | 78    |                          |
| 18. März | Leonid Tanjuk                         | ukrainischer Regisseur, Theaterdirektor und Politiker, sowjetischer Dissident | 77    |                          |
| 18. März | John Urry                             | britischer Soziologe                                                          | 69    |                          |
| 18. März | Tray Walker                           | US-amerikanischer American-Football-Spieler                                   | 23    |                          |
| 18. März | Guido Westerwelle                     | deutscher Politiker                                                           | 54    |                          |
| 17. März | Hannes Beckmann                       | deutscher Geiger                                                              | 65    |                          |
| 17. März | Dorte Bennedsen                       | dänische Politikerin                                                          | 77    |                          |
| 17. März | Klaus Bindewald                       | deutscher Sachbuchautor                                                       | 82    |                          |
| 17. März | Rudolf Waldemar Brem                  | deutscher Theater- und Filmschauspieler                                       | 67    |                          |
| 17. März | Meir Dagan                            | israelischer General und Geheimdienstler                                      | 71    |                          |
| 17. März | Paul Daniels                          | britischer Zauberkünstler                                                     | 77    |                          |
| 17. März | Larry Drake                           | US-amerikanischer Schauspieler                                                | 66    |                          |
| 17. März | Hartmut Ehrig                         | deutscher Informatiker                                                        | 71    |                          |
| 17. März | Léonie Geisendorf                     | schwedische Architektin                                                       | 101   |                          |
| 17. März | Zoltán Kamondi                        | ungarischer Filmregisseur und Drehbuchautor                                   | 55    |                          |
| 17. März | Solomon Marcus                        | rumänischer Mathematiker und Philosoph                                        | 91    |                          |
| 17. März | Albert Pepitone                       | US-amerikanischer Psychologe und Professor                                    | 91    |                          |
| 17. März | Alexander Prochorenko                 | russischer Soldat                                                             | 25    |                          |
| 17. März | Jean Prodromidès                      | französischer Komponist                                                       | 88    |                          |
| 17. März | Hans Rauschenberger                   | deutscher Erziehungswissenschaftler                                           | 87    |                          |
| 17. März | Dieter Reuter                         | deutscher Rechtswissenschaftler                                               | 75    |                          |
| 17. März | Hugo Strasser                         | deutscher Klarinettist und Bandleader                                         | 93    |                          |
| 16. März | Robert McNeill Alexander              | britischer Zoologe                                                            | 81    |                          |
| 16. März | Serena Assumpção                      | brasilianische Sängerin und Komponistin                                       | 39    |                          |
| 16. März | Sylvia Anderson                       | britische Filmregisseurin und -produzentin                                    | 88    |                          |
| 16. März | Wilson Ndolo Ayah                     | kenianischer Politiker                                                        | 83    |                          |
| 16. März | Vladimiras Beriozovas                 | litauischer Politiker                                                         | 86    |                          |
| 16. März | Carl-Johan Bernhardt                  | schwedischer Tischtennisspieler                                               | 70    |                          |
| 16. März | Richard Griese                        | deutscher Basketball- und Handballspieler                                     | 85    |                          |
| 16. März | Janet Hodgson                         | britische Künstlerin und Kunstlehrerin                                        | 56    |                          |
| 16. März | Alexander Jessenin-Wolpin             | sowjetisch-US-amerikanischer Mathematiker und Lyriker                         | 91    |                          |
| 16. März | Serge Kampf                           | französischer Unternehmer                                                     | 81    |                          |
| 16. März | Cliff Michelmore                      | britischer Fernseh- und Radiomoderator                                        | 96    |                          |
| 16. März | Francesca Pometta                     | Schweizer Diplomatin                                                          | 89    |                          |
| 16. März | Davit Sahakyan                        | armenischer Bischof                                                           | 80    |                          |
| 16. März | Ulrich Sedlag                         | deutscher Zoologe und Entomologe                                              | 92    |                          |
| 16. März | Frank Sinatra junior                  | US-amerikanischer Sänger                                                      | 72    |                          |
| 15. März | Jacqueline Alduy                      | französische Politikerin                                                      | 91    |                          |
| 15. März | Alois Brem                            | deutscher Geistlicher                                                         | 86    |                          |
| 15. März | Asa Briggs                            | britischer Historiker                                                         | 94    |                          |
| 15. März | Richard Burke                         | irischer Politiker                                                            | 83    |                          |
| 15. März | Guy-Pierre Cabanel                    | französischer Politiker                                                       | 88    |                          |
| 15. März | Jean Defraigne                        | belgischer Politiker                                                          | 86    |                          |
| 15. März | Rolf-Gunter Dienst                    | deutscher Maler und Publizist                                                 | 73    |                          |
| 15. März | Ryo Fukui                             | japanischer Jazzpianist                                                       | ≈67   |                          |
| 15. März | Hans Krollmann                        | deutscher Politiker                                                           | 86    |                          |
| 15. März | Paul Lange                            | deutscher Kanute                                                              | 85    |                          |
| 15. März | John McKellen                         | US-amerikanischer Musikproduzent                                              | 85    |                          |
| 15. März | Jan Pronk                             | niederländischer Radrennfahrer                                                | 97    |                          |
| 15. März | Sebastian Rahtz                       | britischer Informatiker                                                       | 61    |                          |
| 15. März | Jürgen Sanmann                        | deutscher Fußballspieler                                                      | 80    |                          |
| 15. März | Albert Strohm                         | deutscher Theologe                                                            | 86    |                          |
| 15. März | Thanh Tùng                            | vietnamesischer Dirigent und Komponist                                        | 67    |                          |
| 14. März | Nicolau Breyner                       | portugiesischer Schauspieler, Drehbuchautor und Regisseur                     | 75    |                          |
| 14. März | John W. Cahn                          | US-amerikanischer Physikalischer Chemiker und Materialwissenschaftler         | 88    |                          |
| 14. März | Peter Maxwell Davies                  | britischer Komponist                                                          | 81    |                          |
| 14. März | Yrjö Edelmann                         | schwedischer Künstler                                                         | 74    |                          |
| 14. März | Heinz Felsch                          | deutscher Maler und Grafiker                                                  | 93    |                          |
| 14. März | Riccardo Garrone                      | italienischer Schauspieler                                                    | 90    |                          |
| 14. März | Geoffrey Hartman                      | britisch-US-amerikanischer Literaturwissenschaftler                           | 86    |                          |
| 14. März | Rolf Hennig                           | deutscher Autor                                                               | 87    |                          |
| 14. März | Eduard Hindelang                      | deutscher Museumsleiter                                                       | 92    |                          |
| 14. März | Peter Lerche                          | deutscher Rechtswissenschaftler                                               | 88    |                          |
| 14. März | O’Donel Levy                          | US-amerikanischer Gitarrist                                                   | 70    |                          |
| 14. März | Hans Martin Pawlowski                 | deutscher Rechtswissenschaftler                                               | 84    |                          |
| 14. März | George Robert                         | Schweizer Jazzmusiker                                                         | 55    |                          |
| 14. März | Carlo Rola                            | deutscher Regisseur                                                           | 57    |                          |
| 14. März | Walter Scholger                       | österreichischer Politiker und Magistratsbeamter                              | 81    |                          |
| 14. März | Walter Veit                           | österreichischer Wirtschaftsingenieur und Hochschulrektor                     | 86    |                          |
| 13. März | Kenneth Broderick                     | kanadischer Eishockeytorwart                                                  | 74    |                          |
| 13. März | Adrienne Corri                        | britische Schauspielerin                                                      | 84    |                          |
| 13. März | Masanobu Deme                         | japanischer Regisseur                                                         | 83    |                          |
| 13. März | Cees Fasseur                          | niederländischer Jurist und Historiker                                        | 77    |                          |
| 13. März | Henrike Grohs                         | deutsche Kulturmanagerin                                                      | 51    |                          |
| 13. März | Brigitte Hausinger                    | deutsche Supervisorin und Hochschullehrerin                                   | 51    |                          |
| 13. März | Eric Medalle                          | US-amerikanischer Videospieldesigner                                          | 42    |                          |
| 13. März | Edgar de Picciotto                    | libanesisch-schweizerischer Bankier                                           | 86    |                          |
| 13. März | Hilary Putnam                         | US-amerikanischer Philosoph                                                   | 89    |                          |
| 13. März | Martin Olav Sabo                      | US-amerikanischer Politiker                                                   | 78    |                          |
| 13. März | Reinhard Stewig                       | deutscher Geograph und Autor                                                  | 87    |                          |
| 13. März | Bruce Tuckman                         | US-amerikanischer Psychologe                                                  | 77    |                          |
| 13. März | József Verebes                        | ungarischer Fußballspieler und -trainer                                       | 74    |                          |
| 13. März | Jim Yanaway                           | US-amerikanischer Musikproduzent                                              | 64    |                          |
| 12. März | Rafiq Azad                            | bangladeschischer Dichter                                                     | 73    |                          |
| 12. März | Tommy Brown                           | US-amerikanischer R&B-Sänger                                                  | 84    |                          |
| 12. März | Heinz Bühringer                       | deutscher Politiker                                                           | 88    |                          |
| 12. März | John Caldwell                         | australischer Demograf                                                        | 87    |                          |
| 12. März | Bert Even                             | deutscher Verwaltungsjurist                                                   | 90    |                          |
| 12. März | Verena Huber-Dyson                    | Schweizer Mathematikerin                                                      | 92    |                          |
| 12. März | Karl-Heinz Janzen                     | deutscher Gewerkschaftsfunktionär                                             | 90    |                          |
| 12. März | Heinrich Kurz                         | österreichischer Physiker                                                     | 72    |                          |
| 12. März | Dieter Mucke                          | deutscher Schriftsteller                                                      | 80    |                          |
| 12. März | Harry O. Ruppe                        | deutscher Raumfahrttechniker                                                  | 86    |                          |
| 12. März | Rudolf Sarközi                        | österreichischer Minderheiten-Vertreter                                       | 71    |                          |
| 12. März | Werner Schlachetka                    | deutscher Fernschachspieler                                                   | 72    |                          |
| 12. März | Lloyd S. Shapley                      | US-amerikanischer Ökonom und Mathematiker                                     | 92    |                          |
| 11. März | Benedetto Lanza                       | italienischer Herpetologe                                                     | 91    |                          |
| 11. März | Antonio Moser                         | brasilianischer Franziskanerpater                                             | 75    | [ 1 ]                    |
| 11. März | Joe Ascione                           | US-amerikanischer Jazz-Schlagzeuger                                           | 54    |                          |
| 11. März | Iolanda Balaș                         | rumänische Hochspringerin                                                     | 79    |                          |
| 11. März | Lutz Büchner                          | deutscher Jazzsaxophonist                                                     | 47    |                          |
| 11. März | Peter Conradi                         | deutscher Politiker                                                           | 83    |                          |
| 11. März | Erwin Deutsch                         | deutscher Jurist                                                              | 86    |                          |
| 11. März | Magda Draser-Haberpursch              | rumänische Handballspielerin                                                  | 86    |                          |
| 11. März | Geoffrey Eglinton                     | britischer Chemiker                                                           | 88    |                          |
| 11. März | Shawn Elliott                         | puerto-ricanischer Schauspieler und Sänger                                    | 79    |                          |
| 11. März | Pierre Flahault                       | französischer Autorennfahrer                                                  | 94    |                          |
| 11. März | Helmut Kies                           | österreichischer Maler                                                        | 82    |                          |
| 11. März | Doreen Massey                         | britische Geographin                                                          | 72    |                          |
| 11. März | Nicole Maurey                         | französische Schauspielerin                                                   | 90    |                          |
| 11. März | Dragan Nikolić                        | jugoslawischer bzw. serbischer Schauspieler                                   | 72    |                          |
| 11. März | Billy Ritchie                         | schottischer Fußballtorhüter                                                  | 79    |                          |
| 11. März | Mathias Sprinzl                       | deutscher Biochemiker                                                         | 74    |                          |
| 10. März | Ken Adam                              | deutsch-britischer Szenenbildner                                              | 95    |                          |
| 10. März | Ernestine Anderson                    | US-amerikanische Jazz- und Blues-Sängerin                                     | 87    |                          |
| 10. März | Heinz Badewitz                        | deutscher Filmschaffender und Festivalleiter                                  | 74    |                          |
| 10. März | Donald G. Broadley                    | britischer Herpetologe                                                        | 84    |                          |
| 10. März | Anita Brookner                        | britische Schriftstellerin und Kunsthistorikerin                              | 87    |                          |
| 10. März | Keith Emerson                         | britischer Musiker                                                            | 71    |                          |
| 10. März | Claude Estier                         | französischer Journalist und Politiker                                        | 90    |                          |
| 10. März | Bill Gadsby                           | kanadischer Eishockeyspieler und -trainer                                     | 88    |                          |
| 10. März | Werner Hager                          | deutscher Chemiker, Politiker und Wirtschaftsmanager                          | 90    |                          |
| 10. März | Andreas Henrisusanta                  | indonesischer Bischof                                                         | 80    |                          |
| 10. März | Jacques Mahieux                       | französischer Jazz-Schlagzeuger                                               | 69    |                          |
| 10. März | Siegfried Maser                       | deutscher Philosoph, Mathematiker und Physiker                                | 77    |                          |
| 10. März | Georg Minkenberg                      | deutscher Kunsthistoriker                                                     | 60    |                          |
| 10. März | Peter Moilliet                        | Schweizer Bildhauer                                                           | 94    |                          |
| 10. März | Roberto Perfumo                       | argentinischer Fußballspieler                                                 | 73    |                          |
| 10. März | Jovito Salonga                        | philippinischer Politiker                                                     | 95    |                          |
| 10. März | Rudi Scheuermann                      | deutscher Bildhauer                                                           | 86    |                          |
| 10. März | Julio Vial                            | chilenischer Fußballspieler                                                   | 79    |                          |
| 9. März  | Bruno Agostinelli                     | kanadischer Tennisspieler                                                     | 28    |                          |
| 9. März  | Sergio Arellano Stark                 | chilenischer Generalmajor und Putschist                                       | 94    |                          |
| 9. März  | Adolf Clasen                          | deutscher Klassischer Philologe                                               | 93    |                          |
| 9. März  | Werner Ditzinger                      | deutscher Schwimmer und Unternehmer                                           | 87    |                          |
| 9. März  | Jon English                           | australischer Sänger und Schauspieler                                         | 66    |                          |
| 9. März  | Léon Francioli                        | Schweizer Jazz-Bassist                                                        | 69    |                          |
| 9. März  | William Russell Houck                 | US-amerikanischer Bischof                                                     | 89    |                          |
| 9. März  | Bertold Kamm                          | deutscher Politiker                                                           | 89    |                          |
| 9. März  | Peter Lösche                          | deutscher Politikwissenschaftler                                              | 77    |                          |
| 9. März  | Clyde Lovellette                      | US-amerikanischer Basketballspieler                                           | 86    |                          |
| 9. März  | Pierre Paupe                          | Schweizer Politiker                                                           | 78    |                          |
| 9. März  | Rosa Pflug                            | russisch-deutsche Lyrikerin, Übersetzerin und Schriftstellerin                | 97    |                          |
| 9. März  | Reinhold Remmert                      | deutscher Mathematiker                                                        | 85    |                          |
| 9. März  | Hans Rochelt                          | österreichischer Autor, Musikkritiker und Regisseur                           | 80    |                          |
| 9. März  | Josef Trenk                           | österreichischer Politiker                                                    | 69    |                          |
| 9. März  | Heinrich Trost                        | deutscher Bauingenieur                                                        | 89    |                          |
| 9. März  | Naná Vasconcelos                      | brasilianischer Jazz-Perkussionist                                            | 71    |                          |
| 9. März  | Gerhard Vormwald                      | deutscher Fotograf                                                            | 68    |                          |
| 9. März  | Rudolf Zinnhobler                     | österreichischer Kirchenhistoriker                                            | 85    |                          |
| 8. März  | Rubén Aguilera                        | chilenischer Fußballspieler                                                   |       |                          |
| 8. März  | Ekkehard Band                         | deutscher Politiker                                                           | 71    |                          |
| 8. März  | Richard Davalos                       | US-amerikanischer Schauspieler                                                | 85    |                          |
| 8. März  | Dieter Fänger                         | deutscher Fechter                                                             | 90    |                          |
| 8. März  | Joachim Garz                          | deutscher Agrarwissenschaftler                                                | 85    |                          |
| 8. März  | Ross Hannaford                        | australischer Gitarrist                                                       | 65    |                          |
| 8. März  | Thomas Gordon Hartley                 | US-amerikanischer Botaniker                                                   | 85    |                          |
| 8. März  | Jonathan Heimes                       | deutscher Tennisspieler, Autor und Fußballfan                                 | 26    |                          |
| 8. März  | David Stifler Johnson                 | US-amerikanischer Informatiker                                                | 70    |                          |
| 8. März  | George Martin                         | britischer Musikproduzent                                                     | 90    |                          |
| 8. März  | Claus Ogerman                         | deutsch-US-amerikanischer Komponist und Arrangeur                             | 86    |                          |
| 8. März  | Ljuben Petkow                         | bulgarischer Schriftsteller                                                   | 76    |                          |
| 8. März  | Günter Schork                         | deutscher Politiker                                                           | 60    |                          |
| 7. März  | Horst Afheldt                         | deutscher Soziologe und Publizist                                             | 91    |                          |
| 7. März  | Joe Cabot                             | US-amerikanischer Jazztrompeter                                               | 94    |                          |
| 7. März  | Hubertus Christ                       | deutscher Ingenieur und Manager                                               | 79    |                          |
| 7. März  | Raymond Conway Benjamin               | australischer Bischof                                                         | 91    |                          |
| 7. März  | Paolo Giglio                          | maltesischer Erzbischof                                                       | 89    |                          |
| 07. März | Adrian Hardiman                       | irischer Richter                                                              | 64    |                          |
| 7. März  | Timmy Makaya                          | simbabwischer Jazz-Gitarrist                                                  | 67    |                          |
| 7. März  | Walter Meng                           | deutscher Geistlicher                                                         | 89    |                          |
| 7. März  | Jim Mitchell                          | US-amerikanischer Gitarrist                                                   | 80    |                          |
| 7. März  | Jean-Bernard Raimond                  | französischer Politiker                                                       | 90    |                          |
| 7. März  | Kelly Roberty                         | US-amerikanischer Jazz-Bassist                                                | 61    |                          |
| 7. März  | Helga Schultz                         | deutsche Historikerin                                                         | 74    |                          |
| 7. März  | Hans Hermann Weber                    | deutscher Wirtschaftswissenschaftler und Wirtschaftsinformatiker              | 83    |                          |
| 7. März  | Michael White                         | britischer Produzent                                                          | 80    |                          |
| 6. März  | Marianne Fritzen                      | deutsche Atomkraftgegnerin                                                    | 91    |                          |
| 6. März  | Fritz Gackstatter                     | deutscher Mathematiker                                                        | 74    |                          |
| 6. März  | Ulrich Krüger                         | deutscher Politiker                                                           | 74    |                          |
| 6. März  | Joseph Kumuondala Mbimba              | kongolesischer Erzbischof                                                     | 75    |                          |
| 6. März  | Kalabhavan Mani                       | indischer Schauspieler                                                        | 45    |                          |
| 6. März  | Ireng Maulana                         | indonesischer Jazz-Gitarrist                                                  | 71    |                          |
| 6. März  | Dieter Motzkus                        | deutscher Altphilologe und Übersetzer                                         | 78    |                          |
| 6. März  | Nancy Reagan                          | US-amerikanische First Lady und Schauspielerin                                | 94    |                          |
| 6. März  | Paul Ryan                             | US-amerikanischer Comiczeichner                                               | 66    |                          |
| 6. März  | Jens Sülzenfuß                        | deutscher Radiomoderator                                                      | 77    |                          |
| 6. März  | Akira Tago                            | japanischer Psychologe und Autor                                              | 90    |                          |
| 6. März  | Karl Wörister                         | österreichischer Soziologe                                                    | 70    |                          |
| 6. März  | Gottfried Zawadzki                    | deutscher Maler                                                               | 93    |                          |
| 5. März  | Giorgio Ariani                        | italienischer Komiker und Schauspieler                                        | 74    |                          |
| 5. März  | John Douglas, 21. Earl of Morton      | schottischer Peer                                                             | 88    |                          |
| 5. März  | James Douglas                         | US-amerikanischer Schauspieler                                                | 86    |                          |
| 5. März  | John Evans, Baron Evans of Parkside   | britischer Politiker                                                          | 85    |                          |
| 5. März  | Dieter Fischer                        | deutscher Fußballspieler                                                      | 80    |                          |
| 5. März  | Pancho Gonzalez                       | französischer Fußballspieler und -trainer                                     | 89    |                          |
| 5. März  | Nikolaus Harnoncourt                  | österreichischer Dirigent, Cellist und Musikschriftsteller                    | 86    |                          |
| 5. März  | Hans H. Nachtkamp                     | deutscher Wirtschaftswissenschaftler                                          | 85    |                          |
| 5. März  | Otto Rohse                            | deutscher Buchgestalter und Illustrator                                       | 90    |                          |
| 5. März  | Rudolf Schützeichel                   | deutscher Mediävist                                                           | 88    |                          |
| 5. März  | Rafael Squirru                        | argentinischer Kunstkritiker und Schriftsteller                               | 90    |                          |
| 5. März  | Ray Tomlinson                         | US-amerikanischer Informatiker                                                | 74    |                          |
| 5. März  | Hasan at-Turabi                       | sudanesischer Politiker                                                       | 84    |                          |
| 5. März  | Al Wistert                            | US-amerikanischer American-Football-Spieler                                   | 95    |                          |
| 5. März  | Edzard Wüstendörfer                   | deutscher Schauspieler und Sprecher                                           | 90    |                          |
| 4. März  | André Aeschlimann                     | Schweizer Zoologe                                                             | 86    |                          |
| 4. März  | John Brooks, Baron Brooks of Tremorfa | britischer Politiker                                                          | 88    |                          |
| 4. März  | Bud Collins                           | US-amerikanischer Journalist                                                  | 86    |                          |
| 4. März  | Pat Conroy                            | US-amerikanischer Roman- und Drehbuchautor                                    | 70    |                          |
| 4. März  | Joey Feek                             | US-amerikanische Country-Sängerin                                             | 40    |                          |
| 4. März  | Vincenzo Franco                       | italienischer Erzbischof                                                      | 98    |                          |
| 4. März  | Bankroll Fresh                        | US-amerikanischer Rapper                                                      | 28    |                          |
| 4. März  | Frank Peter Goebel                    | deutscher Rechtswissenschaftler                                               | 76    |                          |
| 4. März  | Werner Habiger                        | deutscher Fußballspieler und -trainer                                         | 58    |                          |
| 4. März  | Rainer Hammwöhner                     | deutscher Informationswissenschaftler                                         | 59    |                          |
| 4. März  | Claus-Ulrich Hesemann                 | deutscher Biologe und Genetiker                                               | 81    |                          |
| 4. März  | Ekrem Jevrić                          | montenegrinischer Sänger                                                      | 54    |                          |
| 4. März  | Wladimir Jumin                        | sowjetischer Ringer                                                           | 64    |                          |
| 4. März  | Klaus Lattmann                        | deutscher Politiker                                                           | 93    |                          |
| 4. März  | Thomas G. Morris                      | US-amerikanischer Politiker                                                   | 96    |                          |
| 4. März  | Morgan F. Murphy                      | US-amerikanischer Politiker                                                   | 83    |                          |
| 4. März  | P. K. Nair                            | indischer Filmarchivar                                                        | 82    |                          |
| 4. März  | Thomas Olk                            | deutscher Sozialpädagoge                                                      | 64    |                          |
| 4. März  | P. A. Sangma                          | indischer Politiker                                                           | 68    |                          |
| 3. März  | Berta Cáceres                         | honduranische Menschenrechts- und Umweltaktivistin                            | 42    |                          |
| 3. März  | Saïd Chraïbi                          | marokkanischer Oud-Spieler                                                    | 65    |                          |
| 3. März  | Martin Crowe                          | neuseeländischer Cricketspieler                                               | 53    |                          |
| 3. März  | Sophie Dessus                         | französische Politikerin                                                      | 60    |                          |
| 3. März  | Brian Gallagher                       | US-amerikanischer Tenorsaxophonist                                            | 52    |                          |
| 3. März  | Yves Guéna                            | französischer Politiker                                                       | 93    |                          |
| 3. März  | Romain Guyot                          | französischer Radrennfahrer                                                   | 23    |                          |
| 3. März  | Eberhard Holtz                        | deutscher Mittelalterhistoriker                                               | 60    |                          |
| 3. März  | Natalja Kratschkowskaja               | russische Schauspielerin                                                      | 77    |                          |
| 3. März  | Samuel Lerer                          | polnischer Holocaustüberlebender                                              | 93    |                          |
| 3. März  | Franz Mußner                          | deutscher Theologe                                                            | 100   |                          |
| 3. März  | Helmut Rasch                          | deutscher Fußballspieler                                                      | 88    |                          |
| 3. März  | Erich-Günther Sasse                   | deutscher Schriftsteller                                                      | 71    |                          |
| 3. März  | Tome Serafimovski                     | jugoslawischer bzw. mazedonischer Bildhauer                                   | 80    |                          |
| 3. März  | Sarah Tait                            | australische Ruderin                                                          | 33    |                          |
| 3. März  | Thanat Khoman                         | thailändischer Politiker                                                      | 101   |                          |
| 3. März  | Frieder Zschoch                       | deutscher Musikwissenschaftler                                                | 83    |                          |
| 2. März  | Janusz Bolonek                        | polnischer Erzbischof                                                         | 77    |                          |
| 2. März  | Noémia Delgado                        | portugiesische Filmemacherin                                                  | 82    |                          |
| 2. März  | Johann Georg von Hohenzollern         | deutscher Kunsthistoriker                                                     | 83    |                          |
| 2. März  | Ghais Abdel Malik                     | ägyptischer Bischof                                                           | 85    |                          |
| 2. März  | Natnael Qiddusān Gebre Hywot Meaza    | äthiopischer Bischof                                                          | 84    |                          |
| 2. März  | Allan Michaelsen                      | dänischer Fußballspieler und -trainer                                         | 68    |                          |
| 2. März  | Hans-Alard von Rohr                   | deutscher Diplomat                                                            | 82    |                          |
| 1. März  | Gertruda Biernat                      | polnische Paläontologin                                                       | 93    |                          |
| 1. März  | Adam Dziewoński                       | polnischer Geophysiker und Seismologe                                         | 79    |                          |
| 1. März  | August Eberhard                       | österreichischer Politiker                                                    | 74    |                          |
| 1. März  | Ítalo Estupiñán                       | ecuadorianischer Fußballspieler                                               | 64    |                          |
| 1. März  | Delle Haensch                         | deutscher Jazz- und Unterhaltungsmusiker                                      | 89    |                          |
| 1. März  | Lutz Hasse                            | deutscher Meteorologe                                                         | 85    |                          |
| 1. März  | Uwe Helmke                            | deutscher Mathematiker                                                        | 63    |                          |
| 1. März  | Brina Kessel                          | US-amerikanische Ornithologin                                                 | 90    | doi:10.1642/AUK-16-139.1 |
| 1. März  | Peter Mathias                         | britischer Historiker                                                         | 88    |                          |
| 1. März  | Anton Rotzetter                       | Schweizer Geistlicher und Schriftsteller                                      | 77    |                          |
| 1. März  | Frank Terpil                          | US-amerikanischer Geheimdienstagent und Waffenhändler                         | 76    |                          |
| 1. März  | Tony Warren                           | britischer Drehbuch- und Romanautor                                           | 79    |                          |
| 1. März  | Martha Wright                         | US-amerikanische Sängerin                                                     | 92    |                          |